# 吳叔度
吳叔度（？—？），字勿銘，别號青芝，直隸安慶府桐城縣民籍，明朝政治人物。

## 生平
萬曆三十四年（1606年）丙午科举人，四十四年（1616年）丙辰科進士，刑部觀政，四十五年授工部主事，天啓元年升都水司员外郎，本年升郎中，調虞衡司，嘗榷杭州之南關。天啓二年（1622年）升黄州府知府，倡导文学。因性疏阔，遭一同年生所忌，陰搆之，三年以京察左迁，六年降部光州知州。再入为户部山东司员外，崇祯元年升郎中，改江西司郎中，二年降用，因病卒。

## 家族
曾祖吴希建。祖吴孟希。父吴仲沅，丁卯舉人。族父吴一介，光州前知州，各以治行著稱，稱爲大小冯君。
子孙皆以文行著称。